# Coxicerberus
Coxicerberus är ett släkte av kräftdjur. Coxicerberus ingår i familjen Microcerberidae.

## Dottertaxa tillCoxicerberus, i alfabetisk ordning[1]
- Coxicerberus abbotti
- Coxicerberus adriaticus
- Coxicerberus andamanensis
- Coxicerberus anfindicus
- Coxicerberus arenicola
- Coxicerberus boninensis
- Coxicerberus brasiliensis
- Coxicerberus delamarei
- Coxicerberus enckelli
- Coxicerberus fukudai
- Coxicerberus insularis
- Coxicerberus interstitialis
- Coxicerberus kiiensis
- Coxicerberus littoralis
- Coxicerberus machadoi
- Coxicerberus magnus
- Coxicerberus mexicanus
- Coxicerberus minutus
- Coxicerberus mirabilis
- Coxicerberus nunezi
- Coxicerberus parvulus
- Coxicerberus pauliani
- Coxicerberus predatoris
- Coxicerberus ramosae
- Coxicerberus redangensis
- Coxicerberus remanei
- Coxicerberus renaudi
- Coxicerberus rossii
- Coxicerberus ruffoi
- Coxicerberus simplex
- Coxicerberus singhalensis
- Coxicerberus syrticus
- Coxicerberus tabai